# ميرفت رشوان
ميرفت رشوان (مواليد 5 يونيو 1993) هي لاعبة كرة قدم نسائية مصرية في مركز الدفاع. شاركت مع منتخب مصر للسيدات في كأس أمم أفريقيا لكرة القدم للسيدات 2016. وعلى مستوى الأندية، تلعب مع الطيران المصري.